# Lijst van afleveringen van Life with Boys
Dit is een lijst van afleveringen van de Canadese YTV tienersitcom Life with Boys.

## Seizoenoverzicht
| Seizoen | Aantal afleveringen | Originele uitzending | Originele uitzending |
| Seizoen | Aantal afleveringen | Seizoenspremière     | ...finale            |
| ------- | ------------------- | -------------------- | -------------------- |
| 1       | 22                  | 9 september 2011     | 13 februari 2012     |
| 2       | 18                  | 23 oktober 2012      | 27 augustus 2013     |

## Afleveringen

### Seizoen 1 (2011–2012)
| Nr. |    | Titel                                                                   | Regisseur     | Schrijver(s)                                                      | Uitzenddatum      |  |
| --- | -- | ----------------------------------------------------------------------- | ------------- | ----------------------------------------------------------------- | ----------------- |  |
| 1 | 1  | Wrestling with Boys (Worstelen)                                         | Steve Wright  | Douglas Lieblein, R.J. Colleary                                   | 9 september 2011  |  |
| Tess Foster (Torri Webster) wil in het worstelteam, maar haar vader Jack (Sandy Jobin-Bevans), tevens coach, vindt worstelen te gevaarlijk voor haar, want ze is een meisje. Als haar vader ziet hoe goed ze is, wil hij haar zeker in het team. |    |                                                                         |               |                                                                   |                   |  |
| 2 | 2  | A Perfect Life with Boys (Een Perfect Leven tussen de Jongens)          | Stefan Scaini | Julie Sherman Wolfe                                               | 16 september 2011 |  |
| Tess is haar broers Gabe (Nathan McLeod), Sam (Michael Murphy) en Spencer (Jake Goodman) zat, en belt haar oma (Judy Marshak) om haar broers hun gedrag te veranderen. |    |                                                                         |               |                                                                   |                   |  |
| 3 | 3  | Monkey Talk with Boys (Onderhandelen met Jongens)                       | Steve Wright  | Michael Poryes                                                    | 23 september 2011 |  |
| Tess ontdekt dat men van plan is Sam belachelijk te maken op een feest waarvoor hij is uitgenodigd. Om 't hem te vertellen is vrij moeilijk. Spencer heeft problemen met een stinkdier. |    |                                                                         |               |                                                                   |                   |  |
| 4 | 4  | In the Principal's Office with Boys                                     | Steve Wright  | Douglas Lieblein                                                  | 7 oktober 2011    |  |
| Tess en Allie (Madison Pettis) vertellen Gabe met flashbacks hoe ze hun vriendschap probeerden te behouden ondanks verschillende hobby's te hebben. Ze ontdekken dat vriendschap niet wordt bepaald door hobby's. |    |                                                                         |               |                                                                   |                   |  |
| 5 | 5  | This Time the Problem Is with Dad and Not with Boys (Niets in de Gaten) | Steve Wright  | Julie Sherman Wolfe                                               | 14 oktober 2011   |  |
| Tess wil gaatjes maar als ze haar vader belt herinnert hij haar aan het feit dat ze toen ze 7 jaar oud was ze had beloofd geen gaatjes te nemen tot ze 15 is. Ze neemt toch gaatjes en durft het niet te vertellen. Ondertussen kunnen Sam en Gabe geen tv kijken, want de tv-code klopt niet. Spencer had 'm stiekem veranderd, zodat hij tekenfilms kan kijken. |    |                                                                         |               |                                                                   |                   |  |
| 6 | 6  | Social Death with Boys (Sociale dood met de Jongens)                    | Steve Wright  | Steven Peterman                                                   | 4 november 2011   |  |
| Tess en Sam wordt gevraagd Wisketier (iemand die zijn school vertegenwoordigt in het wiskundeteam) te worden voor hun school. Als Tess Wisketier wordt maar verder contact met de Wisketiers afwijst, wordt een zeer beschamend feit van Tess opgenomen. Maar het filmpje wordt niet verspreid omdat ze Tess te schande maken niet cool vinden. Spencer is slachtoffer geworden van een vogel die op hem zijn uitwerpselen liet vallen. |    |                                                                         |               |                                                                   |                   |  |
| 7 | 7  | Set Up's with Boys                                                      | Steve Wright  | Michael Poryes                                                    | 11 november 2011  |  |
| Tess probeert een date te zoeken voor haar vader. Ondertussen proberen Gabe en Spencer Sam af te leiden van Allie. |    |                                                                         |               |                                                                   |                   |  |
| 8 | 8  | The Big Kiss Off with Boys (De verzoening)                              | Steve Wright  | Gracie Glassmeyer, Steven James Meyer                             | 18 november 2011  |  |
| Allie en Tess sturen per ongeluk een beschamende foto van Sam naar iedereen van hun school. Om zijn imago te herstellen, wordt Allie zijn vriendin voor een week. Ondertussen is er een nieuwe buurvrouw. |    |                                                                         |               |                                                                   |                   |  |
| 9 | 9  | Chrisbus with Boys (Kerstmis met de Jongens)                            | Stefan Scaini | Michael Poryes                                                    | 9 december 2011   |  |
| Tess mag met kerstmis met Allie mee op vakantie naar Tahiti, maar haar oma komt op bezoek. Ook Gabe en Sams plannen moeten hiervoor wijken. Maar als ze het vragen vindt haar oma het niet erg als ze weggaan met kerst. Op het punt weg te gaan kijken ze door het raam en zien ze hoe hun vader Spencer optilt die de kerstster in de boom doet. Ze denken terug aan toen ze zelf werden opgetild om de ster in de boom te hangen en besluiten te blijven. |    |                                                                         |               |                                                                   |                   |  |
| 10 | 10 | Disarmed with Boys (Verantwoordelijkheid met Jongens)                   | Stefan Scaini | Steven Peterman                                                   | 28 december 2011  |  |
| Tess' worstelteam is op weg de zilveren eland te winnen. Tess moet het wel opnemen tegen hun rivaal Pineviews sterspeler Bobby Parelli (John-Alan Slachta), maar Tess krijgt spierpijn. |    |                                                                         |               |                                                                   |                   |  |
| 11 | 11 | Bathroom Battles with Boys (Badkamerstrijd met Jongens)                 | Stefan Scaini | Douglas Lieblein                                                  | 9 maart 2012      |  |
| Er is elke ochtend badkamerruzie in Tess' familie. Tess' vader besluit weer te gaan werken om een nieuwe badkamer te kopen, als Tess' en haar broers huishouden. |    |                                                                         |               |                                                                   |                   |  |
| 12 | 12 | Misguided Motives with Boys                                             | Steve Wright  | Steven James Meyer                                                | 23 maart 2012     |  |
| Tess probeert een date te krijgen. |    |                                                                         |               |                                                                   |                   |  |
| 13 | 13 | Double Trouble with Boys (De Juiste Jongen, Of is Dat Niet Juist)       | Stefan Scaini | Julie Sherman Wolfe                                               | 6 april 2012      |  |
| Tess en Allie beslissen dat Tess niet meer met Bobby uitgaat, maar dat doen ze wel, stiekem. Tess leert van Gabe, dat 'meiden komen en gaan, maar hij en Sam zijn broertjes voor altijd'. Tess probeert Allie te zeggen dat zij als zusjes voor elkaar zijn en Allie Tess en Bobby gewoon moet laten daten. Allie vindt het al niet erg meer, en zegt dat Tess mag blijven daten met Bobby. Eigenlijk was deze aflevering het vervolg op Trouble with Boys, maar werd als eerste uitgezonden. Op de Engelse Wikipedia-lijst van afleveringen van Life with Boys staat Douglas Lieblein bij 'WRITTEN BY' van deze afleveringen, maar bij de credits van de aflevering staat Julie Sherman Wolfe bij 'WRITTEN BY' Special guest star: Emily Osment als zichzelf. |    |                                                                         |               |                                                                   |                   |  |
| 14 | 14 | Trouble with Boys (De Juiste Jongen)                                    | Stefan Scaini | Douglas Lieblein                                                  | 13 april 2012     |  |
| Tess ontdekt dat Allie date met Bobby Parelli. Allie neemt de twee mee naar een film, en als ze even weg is beginnen Tess en Bobby een gesprek. Hieruit blijkt dat Tess en Bobby veel gemeenschappen hebben. Bobby wil hierdoor daten met Tess, en maakt het uit met Allie. Allie komt later huilend de kamer binnen omdat Bobby het voor een ander heeft uitgemaakt. Ze weet niet dat Tess die ander is. Dan is er bezoek voor Tess, dus ze gaat naar beneden. Daar staat Bobby die is gekomen om het nieuws te vertellen dat hij het heeft uitgemaakt met Allie zodat zij kunnen daten. Tess zegt dat ze niet wil daten met Bobby, maar Bobby zegt dat hij het tegendeel kan bewijzen en kust haar dan. Allie komt dan de trap af en ziet dat ze kussen. Ze loopt naar buiten en Tess zegt dat het haar spijt, maar Allie vraagt of het haar spijt dat zij en Bobby kusten of dat Allie erachter kwam en dan zegt Allie: "Ja, dat dacht ik al", en ze loopt weg. Wordt vervolgd door Double Trouble with Boys, dat eerder werd uitgezonden. |    |                                                                         |               |                                                                   |                   |  |
| 15 | 15 | When Something Better Comes Along with Boys (Iets Beters om de Hoek)    | Steve Wright  | Douglas Lieblein                                                  | 18 mei 2012       |  |
| Tess vraagt Bobby om naar een honkbalwedstrijd te gaan, maar Bobby zegt dat hij ziek is. Maar toch ziet ze Bobby, die met zijn vader gegaan is, bij de wedstrijd. Ze maakt het ter plekke uit. Maar Tess had ook zoiets gedaan bij Allie en die komt er ook achter. Allie vergeeft het Tess, dus Tess wil het Bobby ook vergeven, maar als ze weer naar hem toe gaat zegt hij al tegen een ander meisje te zeggen dat ze eens moeten afspreken dan vergeeft Tess het hem toch niet. |    |                                                                         |               |                                                                   |                   |  |
| 16 | 16 | Hitting the Breaks with Boys                                            | Steve Wright  | Douglas Lieblein                                                  | 25 mei 2012       |  |
| Nu Tess het heeft uitgemaakt met Bobby wil Allie dat ze met een andere jongen gaat daten, maar ze is er nog niet klaar voor. Gabe heeft een rijexamen, maar vergeet het. |    |                                                                         |               |                                                                   |                   |  |
| 17 | 17 | Fashion Faux Pas with Boys (Mode-Malaise met Jongens)                   | Steve Wright  | Verhaal: Michael Poryes Teleplay: Michael Poryes, Steven Peterman | 1 juni 2012       |  |
| Modeontwerper Jean-Luc ontdekt Tess' mode-ontwerptalent en wil haar ontwerp laten zien in New York. Hij past het echter aan. |    |                                                                         |               |                                                                   |                   |  |
| 18 | 18 | Birthdays with Boys (Verjaardag met Jongens)                            | Stefan Scaini | Steven Peterman                                                   | 14 september 2012 |  |
| Tess wordt 15 en wil niet weer een safariparkfeestje. Als ze het haar vader wil zeggen, zit hij emotioneel te kijken naar een documentaire over pinguïn-vaders en hun jongen die ondankbaar bij hun vandaan waggelen. Als ze het weer probeert brabbelt ze wat. Haar vader denkt dat ze wil vertellen dat ze wil skydiven, wat haar overleden moeder ook heeft gedaan. Ze wil dit niet en is bang, maar durft het niet te zeggen. |    |                                                                         |               |                                                                   |                   |  |
| 19 | 19 | Smokin' with Boys (Roken Schaadt de Gezondheid)                         | Stefan Scaini | Michael Poryes                                                    | 21 september 2012 |  |
| Sam gaat roken en Tess probeert hem te laten betrappen maar daarvoor heeft ze zelf een sigaret nodig. Ze wordt met de sigaret in de hand betrapt door haar vader. Gabe organiseert hiervoor een broer-zus vergadering en besluit dat Sam moet stoppen met roken. |    |                                                                         |               |                                                                   |                   |  |
| 20 | 20 | Nightmares with Boys                                                    | Steve Wright  | Verhaal: Doug Lieblein Teleplay: Gracie Glassmeyer                | 25 september 2012 |  |
| Tess komt erachter dat haar vader date met Kaylee's moeder. |    |                                                                         |               |                                                                   |                   |  |
| 21 | 21 | Driven Crazy with Boys (Genoeg van elkaar)                              | Stefan Scaini | Verhaal: Steven Peterman Teleplay: Gracie Glassmeyer              | 2 oktober 2012    |  |
| Tess wil naar een andere school, omdat zij bijna altijd Sam in de buurt heeft. Uiteindelijk komen Tess en Sam erachter dat ze daar niet blijer van worden. |    |                                                                         |               |                                                                   |                   |  |
| 22 | 22 | Blah, Blah, Blah with Boys (Bla, Bla, Bla)                              | Stefan Scaini | Verhaal: Michael Poryes Teleplay: Gracie Glassmeyer               | 9 oktober 2012    |  |
| Tess, Allie en Sam gaan op schoolreis naar Italië, maar Tess moet naast Kaylee (Francesca Martin) zitten in het vliegtuig. Ze krijgt een droom waarin ze het reisje heeft verpest en een andere haar haar vertelt dat ze kon doen alsof Kaylee een salamander is. Tess vraagt aan de andere haar waarom ze dit niet in het vliegtuig heeft gezegd, waarop die antwoordt dat ze dat ook heeft gedaan en dan wordt Tess wakker in het vliegtuig. |    |                                                                         |               |                                                                   |                   |  |

### Seizoen 2 (2012–2013)
| Nr. |    | Titel                                          | Regisseur        | Schrijver(s)                                                                              | Uitzenddatum     |  |
| --- | -- | ---------------------------------------------- | ---------------- | ----------------------------------------------------------------------------------------- | ---------------- |  |
| 23  | 1  | Do Yo Wanna Dance with Boys                    | Steve Wright     | Verhaal: Michael Poryes & Steven Peterman Teleplay: Ari Posner                            | 23 oktober 2012  |  |
| 24  | 2  | Naughty and Nice with Boys                     | Brian K. Roberts | Ari Posner                                                                                | 11 december 2012 |  |
| 25  | 3  | Girl-Entine's Day With Boys (De Hele Avond Op) | Steve Wright     | Verhaal: Michael Poryes & Steven Peterman Teleplay: Steven James Meyer                    | 14 februari 2013 |  |
| 26  | 4  | Promoting Change With Boys                     | Steve Wright     | Heather Wordham                                                                           | 19 maart 2013    |  |
| 27  | 5  | Getting Up Off The Mat With Boys               | Steve Wright     | Billy Grundfest                                                                           | 26 maart 2013    |  |
| 28  | 6  | Up All Night With Boys                         | Brian K. Roberts | Verhaal: Michael Poryes & Steven Peterman Teleplay: Douglas Lieblein                      | 2 april 2013     |  |
| 29  | 7  | Being Superduperficial With Boys               | Brian K. Roberts | Billy Grundfest                                                                           | 9 april 2013     |  |
| 30  | 8  | Working Like a Dog With Boys                   | Stefan Scaini    | Jay J. Demopoulos                                                                         | 16 april 2013    |  |
| 31  | 9  | Chasing Rats With Boys                         | Brian K. Roberts | Marie Brown Gallenburg                                                                    | 23 april 2013    |  |
| 32  | 10 | Carmageddon With Boys                          | Steve Wright     | Marie Brown Gallenburg                                                                    | 30 april 2013    |  |
| 33  | 11 | Young and Stupid With Boys                     | Stefan Scaini    | Verhaal: Michael Poryes & Steven Peterman Teleplay: Jay J. Demopoulos & Gracie Glassmeyer | 9 juli 2013      |  |
| 34  | 12 | Battling Bullies With Boys                     |                  |                                                                                           | 16 juli 2013     |  |
| 35  | 13 | Let's Duet with Boys (Part 1)                  |                  |                                                                                           | 23 juli 2013     |  |
| 36  | 14 | Let's Duet with Boys (Part 2)                  | Steve Wright     | Verhaal: Michael Poryes & Steven Peterman Teleplay: Douglas Lieblein                      | 30 juli 2013     |  |
| 37  | 15 | Partners in Rhyme with Boys                    |                  |                                                                                           | 6 augustus 2013  |  |
| 38  | 16 | So You Think Your Family Can Dance With Boys   | Steve Wright     | Gracie Glassmeyer                                                                         | 13 augustus 2013 |  |
| 39  | 17 | Climbing the Walls With Boys                   |                  |                                                                                           | 20 augustus 2013 |  |
| 40  | 18 | Say Goodnight With Boys                        |                  |                                                                                           | 27 augustus 2013 |  |